# ユーラシアネット
ユーラシアネット（Eurasianet）は、中央アジア、コーカサス地方、ロシア、南西アジアの国に焦点を当てたニュース、情報、分析を提供するオンライン新聞である。以前はオープン・ソサエティ財団の中央ユーラシア・プロジェクトによって運営されていたが、2016年に分離し、独立したニュース組織となった。現在はコロンビア大学のハリマン研究所を拠点としている。
ユーラシアネットは2007年に「キルギス革命再考」の特集ウェブサイトでEPpy賞を受賞。また2011年にも月間訪問者25万人未満のベストニュースサイトとしてEPpy賞を受賞した。